# Fabio Jakobsen
Fabio Jakobsen (Heukelum, 31 agosto 1996) è un ciclista su strada olandese che corre per il Team Picnic PostNL. Velocista, professionista dal 2018, ha vinto una tappa al Tour de France 2022, cinque tappe alla Vuelta a España, due nel 2019 e tre nel 2021, oltre alla classifica a punti nell'edizione 2021, il titolo europeo in linea nel 2022, due Scheldeprijs e una Kuurne-Bruxelles-Kuurne.

## Biografia
Nato nel 1996, è stato chiamato Fabio dai suoi genitori in onore di Fabio Casartelli, oro olimpico italiano nel ciclismo su strada ai Giochi di Barcellona 1992, deceduto durante il Tour de France 1995 durante la discesa del Colle di Portet-d'Aspet.

## Carriera

### Gli esordi e i successi da Under-23
Dopo il biennio 2013-2014 nella categoria Juniores, nel 2015 Jakobsen debutta tra gli Elite/Under-23 con la formazione Continental SEG Racing, cogliendo come miglior risultato il secondo posto, alle spalle di Stan Godrie, nel campionato olandese in linea Under-23. Nel 2016 si impone in una tappa dello ZLM Tour, nella prova in linea Under-23 dei campionati nazionali e nello Slag om Norg, e viene convocato per la prova in linea Under-23 dei campionati del mondo di Doha.
Nella stagione 2017 conquista diverse prove del calendario Europe Tour: tra queste la Eschborn-Francoforte Under-23, la Ronde van Noord-Holland, il secondo titolo nazionale in linea Under-23 consecutivo, una tappa nel prestigioso Tour de l'Avenir e due frazioni all'Olympia's Tour; è inoltre sesto nella prova in linea Under-23 ai campionati europei di Herning. Nell'agosto dello stesso anno firma intanto un contratto biennale, valido dal 1º gennaio 2018, con la Quick-Step Floors, squadra World Tour diretta da Patrick Lefevere.

### 2018-2019: il debutto con Quick Step e le vittorie nel World Tour
Nel febbraio 2018 Jakobsen fa il suo debutto con i colori della Quick-Step Floors nelle gare in Medio Oriente (Dubai Tour e Tour of Oman), senza però cogliere risultati. Rientrato in Europa, è quarto nella Dwars door West-Vlaanderen, si impone nella Nokere Koerse, nello Scheldeprijs e in una frazione del Tour des Fjords, ed è quindi secondo, alle spalle del connazionale Danny van Poppel, nella Halle-Ingooigem. Tra agosto e ottobre è infine ancora vittorioso, con i successi in una tappa del BinckBank Tour (suo primo successo in gare World Tour), in una all'Okolo Slovenska e in due al Tour of Guangxi, anch'esso valido per il World Tour.
Apre la stagione 2019 con la vittoria nella prima tappa della Volta ao Algarve e con due terzi posti di tappa alla Parigi-Nizza, e si aggiudica a seguire il suo secondo Scheldeprijs consecutivo, una tappa al Giro di Turchia e una al Tour of California (entrambe gare World Tour). Il 30 giugno 2019 si laurea campione nazionale Elite in linea precedendo Moreno Hofland sul traguardo di Ede; corre poi la sua prima Vuelta a España vincendo due frazioni, a El Puig e sul traguardo finale di Madrid, in entrambe le occasioni davanti all'irlandese Sam Bennett.

### Dal 2020: l'infortunio, il rientro e il ritorno alla vittoria
I primi mesi del 2020 vedono Jakobsen, confermato in maglia Deceuninck-Quick Step, imporsi nella tappa conclusiva della Volta a la Comunitat Valenciana (dopo due secondi posti parziali alle spalle del connazionale Dylan Groenewegen), nella prima tappa e nella classifica a punti della Volta ao Algarve e, dopo il quarto posto alla Kuurne-Bruxelles-Kuurne, anche nel Grote Prijs Jean-Pierre Monseré.
La pandemia di COVID-19 costringe quindi all'interruzione forzata delle attività. Per Jakobsen il ritorno alle gare avviene il 5 agosto 2020, dopo quasi cinque mesi di stop, in occasione della prima tappa del Giro di Polonia. Quel giorno, in occasione della volata conclusiva della frazione, viene però spinto dal rivale Groenewegen verso le transenne laterali, cadendo, perdendo il casco e colpendo nell'impatto anche un addetto ai lavori della corsa. Viene ritrovato a terra cosciente e in un lago di sangue, dunque portato all'ospedale di Katowice dove viene indotto al coma farmacologico a causa di gravi danni all'apparato respiratorio e a fratture multiple al volto. Il 7 agosto 2020, gli organizzatori della gara annunciano che Jakobsen è fuori dal coma indotto e in «buone condizioni». Il 18 agosto 2020, Jakobsen dichiara di essere «felice di essere vivo» dopo l'incidente. Groenewegen, subito escluso dal Giro di Polonia (la vittoria della prima tappa viene assegnata a Jakobsen) e sospeso, si scusa pubblicamente per l'accaduto e collabora nell'inchiesta condotta dall'Unione ciclistica internazionale (UCI); nel novembre 2020 viene comunque squalificato per nove mesi.
Dopo aver subito numerosi interventi chirurgici ed essere tornato ad allenarsi nel gennaio 2021, Jakobsen rientra alle corse l'11 aprile seguente in occasione della prima tappa del Giro di Turchia; il primo successo dopo il grave infortunio è invece datato 21 luglio 2021, quando si impone nella seconda tappa del Tour de Wallonie, corsa in cui tre giorni dopo vince anche la quinta frazione. Tra l'agosto e il settembre subito seguenti si aggiudica quindi tre tappe alla Vuelta a España, che insieme a due secondi posti parziali gli valgono anche la vittoria nella classifica a punti della corsa; conclude la stagione con i successi in Belgio alla Gooikse Pijl e al Tour de l'Eurométropole. Prende parte al Tour de France 2022, aggiudicandosi la seconda tappa con arrivo a Nyborg in Danimarca, beffando in volata Wout Van Aert e Mads Pedersen. 

## Palmarès

### Strada
- 2016 (SEG Racing Academy)

2ª tappa ZLM Tour (Kamperland > Zierikzee)
Campionati olandesi, Prova in linea Under-23
Slag om Norg
- 2017 (SEG Racing Academy)

Ster van Zwolle
2ª tappa Tour de Normandie (Neufchâtel-en-Bray > Forges-les-Eaux)
Rund um den Finanzplatz Eschborn-Frankfurt Under-23
Ronde van Noord-Holland
Campionati olandesi, Prova in linea Under-23
4ª tappa Tour Alsace (Neuf-Brisach > Dannemarie)
2ª tappa Tour de l'Avenir (Inzinzac-Lochrist > Bignan)
3ª tappa Olympia's Tour (Uffelte > Vledder)
4ª tappa Olympia's Tour (Hardenberg > Hardenberg)
- 2018 (Quick-Step Floors, sette vittorie)

Nokere Koerse
Scheldeprijs
1ª tappa Tour des Fjords (Lindesnes > Grimstad)
1ª tappa BinckBank Tour (Heerenveen > Bolsward)
4ª tappa Okolo Slovenska (Nitra > Galanta)
3ª tappa Tour of Guangxi (Nanning > Nanning)
6ª tappa Tour of Guangxi (Guilin > Guilin)
- 2019 (Deceuninck-Quick Step, sette vittorie)

1ª tappa Volta ao Algarve (Portimão > Lagos)
Scheldeprijs
3ª tappa Presidential Cycling Tour of Turkey (Çanakkale > Edremit)
4ª tappa Tour of California (WeatherTech Raceway Laguna Seca > Morro Bay)
Campionati olandesi, Prova in linea
4ª tappa Vuelta a España (Cullera > El Puig)
21ª tappa Vuelta a España (Fuenlabrada > Madrid)
- 2020 (Deceuninck-Quick Step, quattro vittorie)

5ª tappa Volta a la Comunitat Valenciana (Paterna > Valencia)
1ª tappa Volta ao Algarve (Portimão > Lagos)
Grote Prijs Jean-Pierre Monseré
1ª tappa Tour de Pologne (Stadion Śląski > Katowice)
- 2021 (Deceuninck-Quick Step, sette vittorie)

2ª tappa Tour de Wallonie (Zolder > Zolder)
5ª tappa Tour de Wallonie (Dinant > Quaregnon)
4ª tappa Vuelta a España (Burgo de Osma > Molina de Aragón)
8ª tappa Vuelta a España (Santa Pola > La Manga del Mar Menor)
16ª tappa Vuelta a España (Laredo > Santa Cruz de Bezana)
Gooikse Pijl
Tour de l'Eurométropole
- 2022 (Quick-Step Alpha Vinyl Team, tredici vittorie)

2ª tappa Volta a la Comunitat Valenciana (Bétera > Torrent
5ª tappa Volta a la Comunitat Valenciana (Paterna > Valencia)
1ª tappa Volta ao Algarve (Portimão > Lagos)
3ª tappa Volta ao Algarve (Almodôvar > Faro)
Kuurne-Bruxelles-Kuurne
2ª tappa Parigi-Nizza (Auffargis > Orléans)
2ª tappa Tour de Hongrie (Karcag > Hajdúszoboszló)
3ª tappa Tour de Hongrie (Sárospatak > Nyíregyháza)
Elfstedenronde
5ª tappa Giro del Belgio (Gingelom > Beringen)
2ª tappa Tour de France (Roskilde > Nyborg)
Campionati europei, Prova in linea
Kampioenschap van Vlaanderen
- 2023 (Soudal Quick-Step, sette vittorie)

2ª tappa Vuelta a San Juan (Villa San Agustín > San José de Jáchal)
2ª tappa Tirreno Adriatico (Camaiore > Follonica)
2ª tappa Tour de Hongrie (Zalaegerszeg > Keszthely)
2ª tappa Giro del Belgio (Merelbeke > Knokke-Heist)
5ª tappa Giro del Belgio (Bruxelles > Bruxelles)
2ª tappa Giro di Danimarca (Kjellerup > Silkeborg)
4ª tappa Giro di Danimarca (Kalundborg > Bagsværd)
- 2024 (Team DSM-Firmenich PostNL, una vittoria)

4ª tappa Giro di Turchia (Adalia > Adalia)

#### Altri successi
- 2018 (Quick-Step Floors)

Ronde van Made
Classifica a punti Tour of Guangxi
- 2019 (Deceuninck-Quick Step)

1ª tappa Hammer Limburg, (Vaals > Drielandenpunt, cronosquadre)
2ª tappa Hammer Limburg, (Sittard-Geleen >Sittard-Geleen, cronosquadre)
Classifica generale Hammer Limburg, cronosquadre
- 2020 (Deceuninck-Quick Step)

Classifica a punti Volta ao Algarve
- 2021 (Deceuninck-Quick Step)

Classifica a punti Vuelta a España
- 2022 (Quick-Step Alpha Vinyl Team)

Classifica a punti Volta a la Comunitat Valenciana
Classifica a punti Volta ao Algarve
Classifica a punti Tour de Hongrie
- 2023 (Soudal Quick-Step)

Kermesse di Oostrozebeke

## Piazzamenti

### Grandi Giri
- Giro d'Italia

2024: non partito (12ª tappa)
- Tour de France

2022: 129º
2023: non partito (12ª tappa)
2024: ritirato (12ª tappa)
- Vuelta a España

2019: 145º
2021: 140º

### Classiche monumento
- Milano-Sanremo

2022: 86º

### Competizioni mondiali
- Campionati del mondo su strada

Doha 2016 - In linea Under-23: 14º
Bergen 2017 - In linea Under-23: ritirato

### Competizioni continentali
- Campionati europei su strada

Nyon 2014 - In linea Juniores: 46º
Herning 2017 - In linea Under-23: 6º
Monaco 2022 - In linea Elite: vincitore